# Nationella säkerhetsbyrån

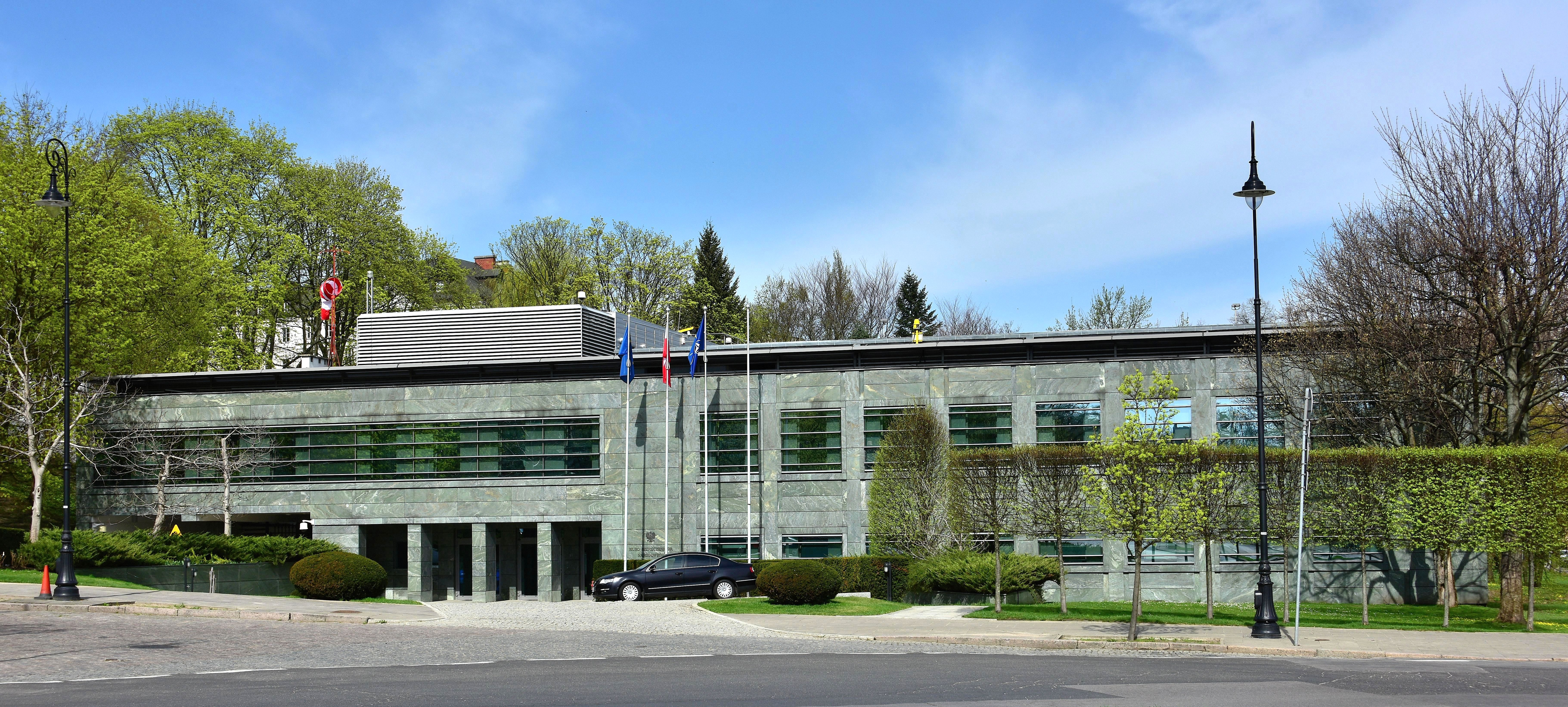
BBN:s högkvarter

Biuro Bezpieczeństwa Narodowego (polska, förkortas BBN) eller, på svenska, Nationella säkerhetsbyrån är en polsk myndighet för frågor som har med nationell säkerhetspolitik att göra. Byrån fungerar som en stödorganisation för Nationella säkerhetsrådet och får sina uppdrag från Polens president. Byrån bildades 1991.
Byråns chef Aleksander Szczygło omkom den 10 april 2010 i flygolyckan i Smolensk. General Stanisław Koziej är tillförordnad chef sedan 13 april 2010.